# Vyšėjšaja Liha 2004
La Vyšėjšaja Liha 2004 è stata la quattordicesima edizione della massima serie del campionato bielorusso di calcio, disputato tra il 15 aprile e l'11 novembre 2004 e conclusosi con la vittoria della Dinamo Minsk, al suo settimo campionato vinto. Il capocannoniere della competizione fu Valeryj Strypejkis (Naftan) con 18 reti realizzate.

## Stagione

### Novità
Dalla Vyšėjšaja Liha 2003 vennero retrocessi in Peršaja Liha il Ljakamatyŭ Minsk e il Maladzečna, mentre dalla Peršaja Liha vennero promossi il MTZ-RIPA Minsk e il Ljakamatyŭ Vicebsk.

### Formula
Le 16 squadre partecipanti disputarono un girone all'italiana con partite di andata e ritorno per un totale di 30 partite. La prima classificata, vincitrice del campionato, venne ammessa alla UEFA Champions League 2005-2006. La seconda classificata venne ammessa in Coppa UEFA 2005-2006, assieme alla squadra vincitrice della Coppa di Bielorussia; se quest'ultima avesse concluso il campionato al secondo posto, la terza classificata sarebbe stata ammessa in Coppa UEFA. Un ulteriore posto venne assegnato per la partecipazione alla Coppa Intertoto 2005. Le ultime due classificate vennero retrocesse in Peršaja Liha.

## Squadre partecipanti
| Club                     | Città         | Stadio             | Stagione 2003               |
| ------------------------ | ------------- | ------------------ | --------------------------- |
| BATĖ Borisov             | Barysaŭ       | Stadio Haradzki    | 2º posto in Vyšėjšaja Liha  |
| Belšyna                  | Babrujsk      | Stadio Spartak     | 10º posto in Vyšėjšaja Liha |
| Daryda Minski raën       | raën di Minsk | Stadio Daryda      | 13º posto in Vyšėjšaja Liha |
| Dinamo Brėst             | Brėst         | OSK Brestsky       | 11º posto in Vyšėjšaja Liha |
| Dinamo Minsk             | Minsk         | Stadio Dinamo      | 3º posto in Vyšėjšaja Liha  |
| Dnjapro-Transmaš Mahilëŭ | Mahilëŭ       | Spartak Stadium    | 9º posto in Vyšėjšaja Liha  |
| Homel'                   | Homel'        | Stadyen Central'ny | Campione della Bielorussia  |
| Ljakamatyŭ Vicebsk       | Vicebsk       | Vitebsky CSK       | 2º posto in Peršaja Liha    |
| MTZ-RIPA Minsk           | Minsk         | Stadio Traktar     | 1º posto in Peršaja Liha    |
| Naftan                   | Navapolack    | Stadyen Atlant     | 8º posto in Vyšėjšaja Liha  |
| Nëman                    | Hrodna        | Stadyen Nëman      | 7º posto in Vyšėjšaja Liha  |
| Šachcër Salihorsk        | Salihorsk     | Stadyen Stroitel   | 5º posto in Vyšėjšaja Liha  |
| Slavija Mazyr            | Mazyr         | Stadyen Junatsva   | 14º posto in Vyšėjšaja Liha |
| Tarpeda-SKA Minsk        | Minsk         | Stadio Torpedo     | 4º posto in Vyšėjšaja Liha  |
| Tarpeda Žodzina          | Žodzina       | Stadio Torpedo     | 6º posto in Vyšėjšaja Liha  |
| Zorka-VA-BDU Minsk       | Minsk         | Stadio Traktar     | 12º posto in Vyšėjšaja Liha |

## Classifica finale
|  | Pos. | Squadra                  | Pt | G  | V  | N | P  | GF | GS | DR  |
|  | ---- | ------------------------ | -- | -- | -- | - | -- | -- | -- | --- |
|  | 1.   | Dinamo Minsk             | 75 | 30 | 24 | 3 | 3  | 64 | 18 | +46 |
|  | 2.   | BATĖ Borisov             | 70 | 30 | 22 | 4 | 4  | 59 | 25 | +34 |
|  | 3.   | Šachcër Salihorsk        | 65 | 30 | 19 | 8 | 3  | 55 | 21 | +34 |
|  | 4.   | Tarpeda Žodzina          | 59 | 30 | 19 | 2 | 9  | 57 | 28 | +29 |
|  | 5.   | Homel'                   | 46 | 30 | 13 | 7 | 10 | 42 | 41 | +1  |
|  | 6.   | Tarpeda-SKA Minsk        | 46 | 30 | 13 | 7 | 10 | 37 | 31 | +6  |
|  | 7.   | Nëman                    | 40 | 30 | 11 | 7 | 12 | 37 | 33 | +4  |
|  | 8.   | Dinamo Brėst             | 39 | 30 | 10 | 9 | 11 | 39 | 41 | -2  |
|  | 9.   | Dnjapro-Transmaš Mahilëŭ | 37 | 30 | 11 | 4 | 15 | 29 | 37 | -8  |
|  | 10.  | Naftan                   | 35 | 30 | 10 | 5 | 15 | 45 | 50 | -5  |
|  | 11.  | Daryda Minski raën       | 35 | 30 | 9  | 8 | 13 | 38 | 48 | -10 |
|  | 12.  | Slavija Mazyr            | 31 | 30 | 9  | 4 | 17 | 32 | 51 | -19 |
|  | 13.  | Zorka-VA-BDU Minsk       | 29 | 30 | 7  | 8 | 15 | 31 | 56 | -25 |
|  | 14.  | MTZ-RIPA Minsk           | 27 | 30 | 6  | 9 | 15 | 32 | 56 | -24 |
|  | 15.  | Ljakamatyŭ Vicebsk       | 27 | 30 | 8  | 3 | 19 | 34 | 54 | -20 |
|  | 16.  | Belšyna                  | 12 | 30 | 2  | 6 | 22 | 21 | 62 | -41 |

Legenda:
      Campione di Bielorussia e ammesso alla UEFA Champions League 2005-2006.
      Ammesso alla Coppa UEFA 2005-2006.
      Ammesso alla Coppa Intertoto 2005.
   Ammesso allo spareggio per la salvezza.
      Retrocesso in Peršaja Liha 2005.
Note:
Tre punti a vittoria, uno a pareggio, zero a sconfitta.

## Risultati

### Tabellone
|                          | DiM  | BAT  | Šac  | TŽo  | Hom  | TMi  | Nëm  | DiB  | Dnj  | Naf  | Dar  | Sla  | Zor  | MTZ  | Lya  | Bel  |
| ------------------------ | ---- | ---- | ---- | ---- | ---- | ---- | ---- | ---- | ---- | ---- | ---- | ---- | ---- | ---- | ---- | ---- |
| Dinamo Minsk             | –––– | 2-0  | 1-0  | 2-1  | 1-0  | 0-1  | 1-0  | 3-0  | 2-1  | 6-1  | 2-2  | 4-2  | 4-0  | 1-0  | 2-1  | 5-0  |
| BATĖ Borisov             | 1-1  | –––– | 0-1  | 2-1  | 3-1  | 3-1  | 1-0  | 2-1  | 1-0  | 1-1  | 4-1  | 4-0  | 2-3  | 3-0  | 3-2  | 2-1  |
| Šachcër Salihorsk        | 0-1  | 5-1  | –––– | 2-1  | 2-1  | 0-0  | 0-0  | 5-2  | 1-0  | 1-0  | 4-1  | 2-1  | 1-0  | 3-3  | 4-1  | 2-0  |
| Tarpeda Žodzina          | 0-1  | 0-2  | 1-2  | –––– | 4-0  | 1-0  | 1-0  | 2-1  | 3-0  | 3-1  | 2-0  | 3-1  | 5-2  | 3-0  | 4-1  | 3-0  |
| Homel'                   | 2-0  | 0-1  | 1-0  | 3-0  | –––– | 0-0  | 1-0  | 1-1  | 0-4  | 2-2  | 1-1  | 2-1  | 0-0  | 2-1  | 2-0  | 4-1  |
| Tarpeda-SKA Minsk        | 2-0  | 0-3  | 0-0  | 1-0  | 2-4  | –––– | 1-2  | 2-3  | 5-1  | 2-1  | 1-0  | 1-0  | 0-1  | 0-0  | 2-1  | 3-0  |
| Nëman                    | 0-2  | 1-1  | 1-2  | 2-1  | 4-1  | 2-2  | –––– | 0-1  | 2-1  | 0-2  | 2-2  | 1-0  | 2-0  | 0-0  | 1-1  | 1-1  |
| Dinamo Brest             | 0-3  | 1-1  | 0-0  | 2-2  | 0-1  | 3-1  | 2-0  | –––– | 3-1  | 3-0  | 0-3  | 0-1  | 2-2  | 4-0  | 0-1  | 2-2  |
| Dnjapro-Transmaš Mahilëŭ | 0-1  | 0-1  | 1-1  | 0-1  | 1-2  | 1-0  | 3-2  | 0-0  | –––– | 0-3  | 0-1  | 3-1  | 2-1  | 1-1  | 1-0  | 2-0  |
| Naftan                   | 1-3  | 0-2  | 0-1  | 2-3  | 1-0  | 2-2  | 3-1  | 3-1  | 0-2  | –––– | 1-2  | 3-1  | 5-1  | 2-2  | 0-3  | 3-0  |
| Daryda Minski raën       | 0-4  | 2-3  | 2-2  | 1-2  | 1-1  | 0-1  | 1-0  | 0-1  | 1-1  | 1-3  | –––– | 3-0  | 3-1  | 2-0  | 0-3  | 1-0  |
| Slavija Mazyr            | 1-3  | 0-1  | 0-5  | 0-2  | 1-0  | 2-2  | 1-3  | 1-0  | 2-0  | 2-0  | 3-1  | –––– | 0-0  | 1-1  | 3-1  | 2-1  |
| Zorka-VA-BDU Minsk       | 0-3  | 0-2  | 0-0  | 0-2  | 3-3  | 1-0  | 0-3  | 1-1  | 2-0  | 2-4  | 1-1  | 2-0  | –––– | 3-0  | 1-4  | 2-1  |
| MTZ-RIPA Minsk           | 0-0  | 0-3  | 1-4  | 0-5  | 5-2  | 0-3  | 0-2  | 1-2  | 0-1  | 2-1  | 2-0  | 1-4  | 0-0  | –––– | 6-0  | 2-1  |
| Ljakamatyŭ Vicebsk       | 1-3  | 0-1  | 0-3  | 0-0  | 0-1  | 1-0  | 1-2  | 2-3  | 0-1  | 1-0  | 1-3  | 2-1  | 2-1  | 2-2  | –––– | 2-1  |
| Belšyna                  | 1-3  | 0-5  | 1-2  | 0-1  | 1-4  | 0-1  | 0-3  | 0-0  | 0-1  | 0-0  | 2-2  | 0-0  | 4-1  | 1-2  | 2-1  | –––– |

## Spareggio per la salvezza
Poiché la quattordicesima e la quindicesima classificate avevano concluso il campionato a pari punti, venne disputato uno spareggio per definire la squadra retrocessa in Peršaja Liha. Il MTZ-RIPA vinse lo spareggio sul Ljakamatyŭ Vicebsk, conquistando la permanenza in Vyšėjšaja Liha.
|                    | Risultati |                | Luogo e data                 |
| ------------------ | --------- | -------------- | ---------------------------- |
| Ljakamatyŭ Vicebsk | 1 - 4     | MTZ-RIPA Minsk | Baranavičy, 11 novembre 2004 |
|                    |           |                |                              |

## Statistiche

### Classifica marcatori
| Gol |  |  | Giocatore          | Squadra            |
| --- |  |  | ------------------ | ------------------ |
| 18  |  |  | Valeryj Strypejkis | Naftan             |
| 17  |  |  | Raman Vasiljuk     | Dinamo Brest       |
| 16  |  |  | Aleksandr Sokolov  | Daryda Minski raën |
| 15  |  |  | Jaŭhen Zueŭ        | Tarpeda Žodzina    |
| 14  |  |  | Vitalij Bondarev   | Dnjapro-Transmaš   |
| 14  |  |  | Arcëm Hančaryk     | Šachcër Salihorsk  |
| 13  |  |  | Aleh Strachanovič  | BATĖ Borisov       |
| 12  |  |  | Edu                | Tarpeda-SKA Minsk  |
| 12  |  |  | Dzmitryj Parfënaŭ  | MTZ-RIPA Minsk     |
| 12  |  |  | Andrėj Razin       | Dinamo Minsk       |